# El Alto
El Alto este un oraș din Bolivia.

## Date generale
La un moment dat doar o suburbie adiacentă a capitalei La Paz, pe zonele muntoase din Altiplano, orașul El Alto este astăzi unul dintre cele mai mari din Bolivia și centru o rapidă creștere urbană. Orașul conține "Aeroportul Internațional El Alto". Aeroportul Internațional El Alto se află la o altitudine 4150 m și este aeroportul internațional aflat la cea mai mare altitudine.

### Demografia
Conform recensământului din 2001, populația a fost 649.958. În 2010, populația poate fi de aproape 900.000, sau mai mult. Este orașul cu cea mai rapidă creștere din Bolivia, din cauza tendinței de mișcare din zonele rurale ale Bolivia la regiunea La Paz, această tendință a început cu reforma rurală din 1952 și a crescut în ultimii 10 ani. El Alto este cel mai mare oraș din America Latină, care are o populație în cea mai mare parte amerindiană. Aproximativ 76% dintre locuitorii săi sunt aymara, 9% sunt quechua, 15% sunt Mestizo (metis) (descendenți ai amerindienilor și europenilor) și mai puțin de 0.1% sunt Criollos (de origine europeană)..

## Clima
El Alto are un climat rece, atingând temperatura maximă de 17 grade Celsius în timpul verii.

## Alte lecturi
- Lazar, Sian (2008), El Alto, Rebel City, Duke University Press, ISBN 9780822341543